# Marek Holý
Marek Holý (ur. 7 listopada 1979 w Brnie) – czeski aktor teatralny i telewizyjny.
Ukończył konserwatorium w Brnie. Następnie związał się z teatrem w Ostrawie (Národní divadlo moravskoslezské). Przez kolejne kilka lat pracował w teatrze na Fidlovačce (Divadlo na Fidlovačce). Od sezonu 2012/2013 należy do zespołu teatru na Vinohradach (Divadlo na Vinohradech). W 2013 został laureatem nagrody Talii (Cena Thálie) w dziedzinie operetki/musicalu za tytułową rolę w musicalu Zorro.
Pracuje także w dubbingu.